# Кемпф, Полина Константиновна
Полина Константиновна Кемпф (род. 30 января 1999) — российская профессиональная ватерполистка.
Родилась 30 января 1999 года в Лангепасе. 20 июня 2015 года в составе сборной России завоевала золотые медали на первых Европейских играх в Баку. 25 января 2016 года Кемпф получила звание Мастер спорта России. Полина Кемпф — бывший игрок ватерпольной команды «СКИФ ЦОП Москомспорта» (Москва). В сезоне 2020/21 стала серебряным призёром Чемпионата России. С июня 2021 года выступает в составе итальянской «Вероны».